# Marsjański poślizg w czasie
Marsjański poślizg w czasie (tyt. oryg. Martian Time-Slip) – powieść science fiction amerykańskiego pisarza Philipa K. Dicka, wydana po raz pierwszy w 1964. Tematyką powieści jest typowy dla s-f motyw ludzkiej kolonizacji Marsa. W utworze pojawiają się również charakterystyczne dla twórczości Dicka wątki dotyczące chorób umysłowych, natury czasu oraz zagrożeń pochodzących od centralistycznej władzy.

## Opis fabuły
Arnie Kott – właściciel korporacji mającej monopol na Marsie w dostarczaniu osadnikom wody otrzymuje tajną informację, że ONZ planuje w odludnym terenie rozpocząć budowę nowego, ogromnego osiedla ludzkiego. Jednego z osadników – Jacka Bohlena, który opuścił przeludnioną Ziemię wraz z żoną i synem, odwiedza niespodziewanie jego ojciec, Leo. W przeszłości Bohlen chorował na schizofrenię. 